# Upplands runinskrifter 420
Upplands runinskrifter 420 är ett vikingatida runstensfragment av granit i Rosersberg, Norrsunda socken och Sigtuna kommun. Ristningens runhöjd är 6 centimeter. Ristningen är prydd med ett kors med samma utseende som korset på U 421.

## Inskriften
Translitterering av runraden:
...[- × raisa × stai]n × þin(a) × if[tiʀ ×] (b)iarn [× sun × sin ·]
Normalisering till runsvenska:
... ræisa stæin þenna æftiʀ Biorn, sun sinn.
Översättning till nusvenska:
... resa denna sten efter Björn, sin son.